# Джулі Волтерс
Джулія Мері Волтерс (англ. Julia Mary Walters; 22 лютого 1950, Західний Мідленд, Англія) — англійська акторка та письменниця. Лауреат премій BAFTA та «Золотий глобус».

## Біографія
Джулі народилася в сім'ї католички Марії Бріджет і Томаса Волтерса. Мати працювала в госпіталі королеви Єлизавети (де згодом підробляла Джулі).
Певний час Джулі навчалася в школі Holly Lodge Grammar School, де отримала репутацією непосиди й бешкетниці.
Перед тим як відправитися в Лондон і там грати на театральній сцені, Джулі Волтерс виступала в кабаре і різноманітних комедійних проєктах.
Першою серйозною роботою акторки на британському телебаченні стала роль в серіалі «Boys», яка привернула увагу кіноекспертів.
За час своєї творчості Джулі завоювала безліч нагород, в тому числі стала кавалером Ордена Британської Імперії. Акторка була номінована на «Оскар» та отримала премію BAFTA за виконання ролі вчительки танців у фільмі «Біллі Елліот».

## Вибрана фільмографія
| Рік  |    | Українська назва                              | Оригінальна назва                            | Роль                     |
| ---- | -- | --------------------------------------------- | -------------------------------------------- | ------------------------ |
| 1983 | ф  | Виховання Рити                                | Educating Rita                               | Рита Сьюзен Вайт         |
| 2000 | ф  | Біллі Елліот                                  | Billy Elliot                                 | Місіс Вілкінсон          |
| 2001 | ф  | Гаррі Поттер і філософський камінь            | Harry Potter and the Philosopher's Stone     | Молі Візлі               |
| 2002 | ф  | Гаррі Поттер і таємна кімната                 | Harry Potter and the Chamber of Secrets      | Молі Візлі               |
| 2003 | ф  |                                               | Calendar Girls                               | Енні                     |
| 2004 | ф  | Гаррі Поттер і в'язень Азкабану               | Harry Potter and the Prisoner of Azkaban     | Молі Візлі               |
| 2006 | ф  | Уроки водіння                                 | Driving Lessons                              | Іві                      |
| 2007 | ф  | Гаррі Поттер і Орден Фенікса                  | Harry Potter and the Order of the Phoenix    | Молі Візлі               |
| 2007 | ф  | Джейн Остін                                   | Becoming Jane                                | місіс Остін              |
| 2008 | ф  | Мамма Міа!                                    | Mamma Mia!                                   | Розі                     |
| 2009 | ф  | Гаррі Поттер і Напівкровний Принц             | Harry Potter and the Half-Blood Prince       | Молі Візлі               |
| 2010 | ф  | Гаррі Поттер і Смертельні реліквії: Частина 1 | Harry Potter and the Deathly Hallows: Part 1 | Молі Візлі               |
| 2011 | ф  | Гаррі Поттер і Смертельні реліквії: Частина 2 | Harry Potter and the Deathly Hallows: Part 2 | Молі Візлі               |
| 2011 | мф | Гномео та Джульєта                            | Gnomeo & Juliet                              | міс Монтеккі (озвучення) |
| 2012 | мф | Відважна                                      | Brave                                        | Відьма (озвучення)       |
| 2013 | мф | Джастін та лицарі доблесті                    | Justin and the Knights of Valour             | Лілі (озвучення)         |
| 2014 | ф  | Пригоди Паддінгтона                           | Paddington                                   | місіс Берд               |
| 2015 | ф  | Бруклін                                       | Brooklyn                                     | Медж Кехо                |
| 2017 | ф  | Пригоди Паддінгтона 2                         | Paddington 2                                 | місіс Берд               |
| 2018 | мф | Шерлок Гномс                                  | Sherlock Gnomes                              | міс Монтеккі (озвучення) |
| 2018 | ф  | Мамма Міа! 2                                  | Mamma Mia: Here We Go Again!                 | Розі                     |
| 2018 | ф  | Мері Поппінс повертається                     | Mary Poppins Returns                         | Еллен                    |
| 2020 | ф  | Таємний сад                                   | The Secret Garden                            | місіс Медлок             |
|      | ф  | Пригоди Паддінгтона 3                         | Paddington 3                                 | місіс Берд               |